# Andes Talleres
Andes Talleres Sport Club – argentyński klub piłkarski z siedzibą w Godoy Cruz, wchodzącym w skład zespołu miejskiego miasta Mendoza, leżącego w prowincji Mendoza.

## Osiągnięcia
- Mistrz ligi prowincjonalnej Liga Mendocina de Fútbol (4): 1946, 1955, 1956, 1971.

## Historia
Klub założony został 9 sierpnia 1933 i gra obecnie w czwartej lidze argentyńskiej Torneo Argentino B.